# Schineni (Sascut), Bacău
Schineni este un sat în comuna Sascut din județul Bacău, Moldova, România.